# Blas Parera

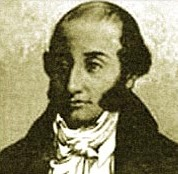
Blas Parera

Blas Parera (* 3. Februar 1776 in Murcia, Provinz Murcia; † 7. Januar 1840 in Mataró, Provinz Barcelona) war ein spanischer Komponist und Schöpfer der argentinischen Nationalhymne.

## Leben
Blas Parera wurde am 3. Februar 1776 als Sohn von Ramón Parera und Bernarda Morat in Murcia, Spanien, geboren. Er wuchs in Mataró auf, wo er das Colegio de Santa Anna besuchte, in dessen Orchester er auch spielte. 1793 wanderte er nach Amerika aus und ließ sich vier Jahre später in Buenos Aires nieder.
Von 1802 bis 1803 war Parera als Kirchenmusiker an der Kirche San Francisco in Montevideo, Uruguay, tätig. Anschließend kehrte er nach Buenos Aires zurück und nahm eine Tätigkeit als Professor am „Colegio de Niños Expósitos“ auf. Außerdem arbeitete er als Organist an verschiedenen Kirchen in Buenos Aires, darunter der Catedral Metropolitana de Buenos Aires. Zusätzlich gab er Konzerte, komponiert verschiedene Couplets und leitete das Orchester des „Coliseo Provisional de Comedias de Buenos Aires“ ab 1806.
Als Freiwilliger beteiligte er sich an der Verteidigung von Buenos Aires während der Britischen Invasion.
1809 heiratete er eine seiner Schülerinnen, Facunda del Rey.
In den folgenden vier Jahren arbeitete Parera an einer Hymne für die Vereinigten Provinzen des Río de la Plata. Er schaffte mehrere Kompositionen, darunter auch der „Marcha Patriótica“ (Patriotischer Marsch), der später zur argentinischen Nationalhymne wurde.
Im Juli 1813 begab er sich nach Rio de Janeiro, um bei Marcos António Portugal zu studieren. 1815 kehrte er nach Buenos Aires zurück, wo dann auch sein Sohn Juan Manuel geboren wurde. Später wurde er noch Vater von zwei Töchtern (Dolores und Juana).
1818 zog Parera zurück nach Spanien, wo er sich in Mataró niederließ. Bis 1830 arbeitete er dort bei der Post. Am 7. Januar 1840 starb er in Mataró und fand dort auch seine letzte Ruhestätte.